# Gueidar Mamedaliyev
Gueidar Mamedaliyev –en ruso, Гейдар Мамедалиев; en su versión azerí, Heydər Məmmədəliyev– (Qubadlı, 2 de abril de 1974) es un deportista ruso de origen azerbaiyano que compitió en lucha grecorromana.
Participó en los Juegos Olímpicos de Atenas 2004, obteniendo una medalla de plata en la categoría de 55 kg. Ganó una medalla de oro en el Campeonato Mundial de Lucha de 2002.

## Palmarés internacional
| Juegos Olímpicos   | Juegos Olímpicos | Juegos Olímpicos | Juegos Olímpicos |
| Año                | Lugar            | Medalla          | Categoría        |
| ------------------ | ---------------- | ---------------- | ---------------- |
| 2004               | Atenas (Grecia)  | Medalla de plata | 55 kg            |
| Campeonato Mundial |                  |                  |                  |
| Año                | Lugar            | Medalla          | Categoría        |
| 2002               | Moscú (Rusia)    | Medalla de oro   | 55 kg            |